# Олноа сир Об
Олноа сир Об (фр. Aulnoy-sur-Aube) насеље је и општина у североисточној Француској у региону Шампања-Ардени, у департману Горња Марна која припада префектури Лангр.
По подацима из 2011. године у општини је живело 55 становника, а густина насељености је износила 5,91 становника/km². Општина се простире на површини од 9,31 km². Налази се на средњој надморској висини од 350 метара.

## Демографија
| 1962. | 1968. | 1975. | 1982. | 1990. | 1999. | 2011. |
| ----- | ----- | ----- | ----- | ----- | ----- | ----- |
| 18    | 40    | 47    | 57    | 49    | 47    | 55    |

График промене броја становника у току последњих година